# José Altafini
José João Altafini (ur. 24 lipca 1938 w Piracicaba) – brazylijski piłkarz, środkowy napastnik. Mistrz świata 1958. Reprezentant dwóch krajów: Brazylii i Włoch. Trzeci najskuteczniejszy strzelec Serie A w historii wraz z Giuseppem Meazzą (zdobyli 216 bramek).
W Brazylii grał w kilku klubach, w tym w SE Palmeiras. Był zawodnikiem tego klubu podczas turnieju finałowego MŚ 58, na którym grał w 3 pierwszych meczach canarinhos. Używał wówczas przydomka Mazzola, kojarzącego się z legendarnym piłkarzem AC Torino Valentino Mazzolą. Miejsce w pierwszym składzie odebrał mu Pelé, jednak Altafini razem z drużyną mógł świętować pierwszy tytuł mistrzowski dla Brazylii. Łącznie w drużynie narodowej Brazylii strzelił 4 bramki w 8 meczach.
Po MŚ 58 Altafini przeniósł się do Włoch, do mediolańskiego A.C. Milan, gdzie w latach 1958–1965 rozegrał 205 spotkań i strzelił 120 goli. Dwukrotnie zdobył mistrzostwo Włoch (1959, 1962), a w 1963 także Puchar Mistrzów. Potem grał w SSC Napoli (180 meczów, 71 goli), Juventusie (74 mecze, 25 goli), a karierę kończył w Szwajcarii (FC Chiasso i Mendrisio Stabio). Z turyńskim klubem zdobył kolejne dwa tytuły mistrzowskie w 1973 i 1975. W reprezentacji Włoch w latach 1961–1962 rozegrał 6 spotkań (w tym dwa na MŚ 62), strzelając 5 bramek.